# États d'Artois
Les États d'Artois étaient des États provinciaux de l'Ancien Régime.

## Historique

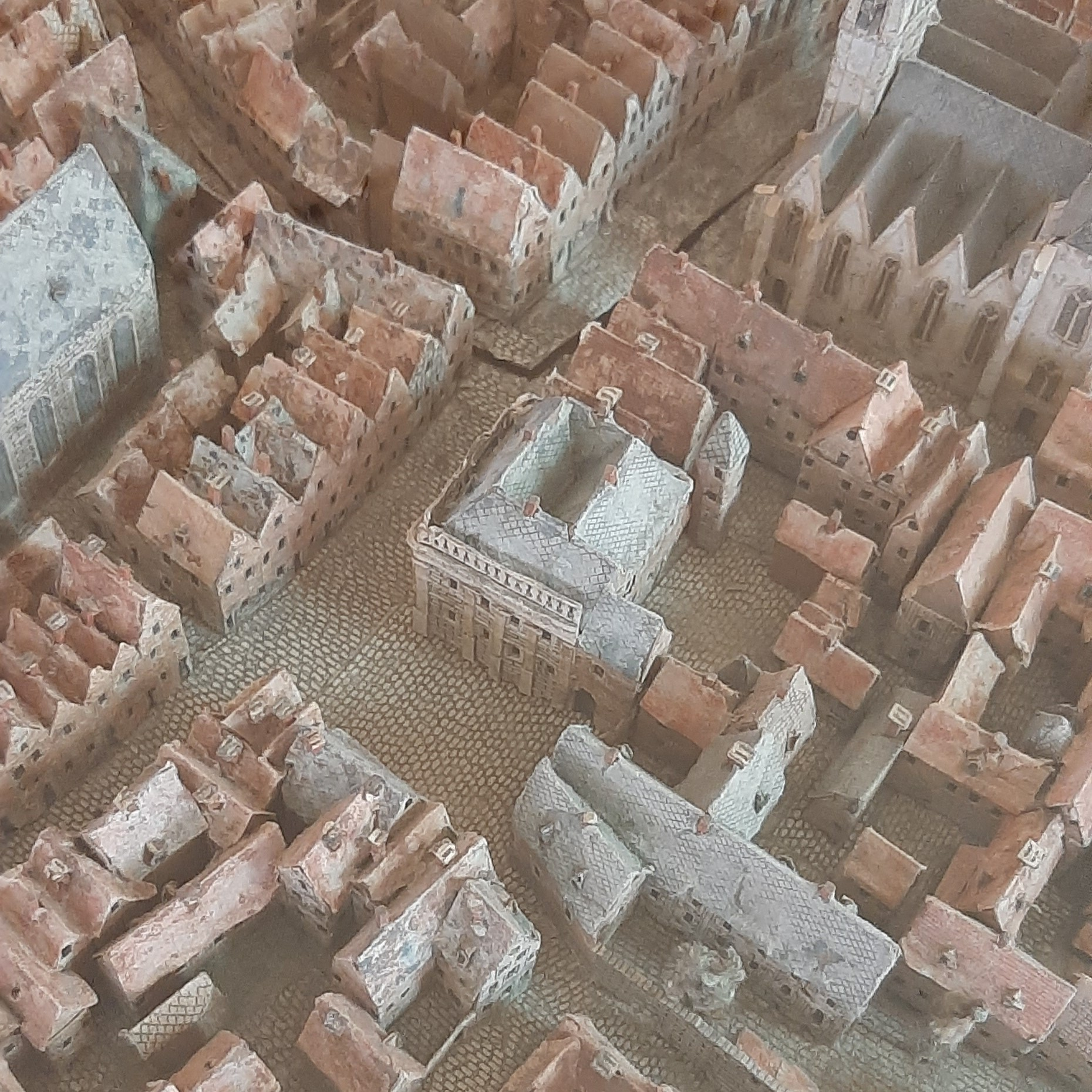
Le palais des Etats d'Artois avant son extension, sur le plan-relief de la ville d'Arras - 1716

La première réunion des États d’Artois remonte à 1338.
En 1640, après la conquête de l'Artois par la France, la partie de l'Artois restée espagnole (« l'Artois réservé ») tint des séances des États à Saint-Omer, dans les murs de l'abbaye de Saint-Bertin, tandis que dans la partie devenue française (« l'Artois cédé »), les États furent interrompus à cause des guerres, avant d'être rétablis par Louis XIV le 23 janvier 1661. Il y eut ainsi deux assemblées des États distinctes jusqu'au retour de Saint-Omer à la France (1677) et au traité de Nimègue (1678). Les États d'Artois se tenaient alors dans l'abbaye Saint-Vaast jusqu'à la construction du palais au début du XVIIIe siècle
Le palais des États d'Artois, à usage aujourd'hui de tribunal de grande instance, fut en effet construit à partir de 1701 sur la place des Etats, puis étendu jusqu'à la place Saint-Géry jusque 1724 (au pied de l'église du même nom en haut à droite de l'image ci-contre). L'extension du palais devint un vrai sujet de discorde entre le Magistrat de la ville et les représentants des Etats. Les échevins considéraient en effet que ces travaux empiétaient sur la place Saint-Géry et tentèrent d'arrêter les travaux sans succès, se voyant même menacés par les archers des Etats. Le lieutenant général d'Amiens vint trancher en faveur des Etats d'Artois qui purent terminer les travaux.

### Attributions
Les attributions des Etats d'Artois, essentiellement fiscales à l'origine, s'étendirent progressivement à d'autres matières : rédaction de la Coutume, défense des intérêts et des privilèges de la province. Ses prérogatives s'exerçaient dans les limites de son ressort géographique : le comté d'Artois.

### Composition
Les Etats d'Artois étaient composés de représentants des trois ordres :
Le clergé était représenté par :
- les évêques d'Arras et de Saint-Omer ;
- les abbés réguliers de la province, à savoir :
  - les abbés de Saint-Vaast et le grand-prieur de l'abbaye, les abbés d'Anchin, Mont-Saint-Éloi, Arrouaise, Eaucourt, Hénin-Liétard et Marœuil ;
  - les abbés de Saint-Bertin, Clairmarais, Chocques et Ham-lez-Lillers ;
  - les abbés d'Auchy-les-Moines, Blangy, Ruisseauville et Saint-Augustin-lès-Thérouanne ;
  - les abbés de Dommartin, Saint-André et Saint-Jean-au-Mont ;
- les députés des chapitres de la province, à savoir : les chapitres d'Arras, Saint-Omer, Aire, Béthune, Lens, Lillers, Saint-Pol, Hesdin et Fauquemberghe.

La noblesse était composée des gentilshommes possesseurs d'une terre à clocher en Artois. Au XVIIe siècle, on comptait environ 70 gentilshommes membres des États d’Artois, et 117 en 1788.
Le tiers état était représenté par des députés des échevins des principales villes de la province : Arras, Saint-Omer, Aire, Béthune, Lens, Bapaume, Hesdin, Saint-Pol, Pernes et Lillers.
À partir de 1661, trois commissaires assistaient aux assemblées :
- Le gouverneur (on son lieutenant) général de la province ;
- L'Intendant ;
- Le premier président du conseil provincial d'Artois.

La nomination des députés des États se faisait par voie d'élection lors des assemblées générales. Outre les députés ordinaires, qui devaient résider à Arras et assister quotidiennement aux séances des États pour instruire les affaires de la province, il y avait des députés à la cour, dont le rôle était de se rendre à la cour pour y solliciter l'audience du roi et lui soumettre les requêtes de la province d'Artois.

### Personnel
Personnel des États d’Artois :
- administration générale : 25 agents
- ponts et chaussées : 10
- maréchaussée des États : 35
- inspecteurs et commis au raffineries au sel : 10
- receveurs particuliers et leurs commis : 30

### Archives
Les archives des États d'Artois ont été en partie perdues lors de l'incendie de l'ancienne Abbaye Saint-Vaast d'Arras, en 1915. Leur partie subsistante est conservée aux Archives départementales du Pas-de-Calais, dans la sous-série 2 C .